# Samuel Ďatko
Samuel Ďatko (Čierny Balog, 24 giugno 2001) è un calciatore slovacco, centrocampista dello Žilina.

## Carriera
Cresciuto nel Podbrezová, ha esordito tra i professionisti il 4 maggio 2019, nella partita di campionato persa per 0-1 contro il ViOn Zlaté Moravce; una settimana più tardi segna la prima rete in carriera, nell'incontro perso per 3-1 contro lo Spartak Trnava. In seguito si impone come titolare nel ruolo; il 7 gennaio 2024 viene acquistato dallo Žilina, con cui firma fino al dicembre del 2026. Il 15 agosto seguente fa ritorno in prestito al Podbrezová, che viene interrotto nel gennaio del 2025, permettendo così a Ďatko di rientrare ai gialloverdi.

## Statistiche

### Presenze e reti nei club
Statistiche aggiornate al 24 luglio 2025.
| Stagione            | Squadra           | Campionato        | Campionato | Campionato | Coppe nazionali | Coppe nazionali | Coppe nazionali | Coppe continentali | Coppe continentali | Coppe continentali | Altre coppe | Altre coppe | Altre coppe | Totale | Totale | Totale |
| Stagione            | Squadra           | Comp              | Pres       | Reti       | Comp            | Pres            | Reti            | Comp               | Pres               | Reti               | Comp        | Pres        | Reti        | Pres   | Reti   |        |
| ------------------- | ----------------- | ----------------- | ---------- | ---------- | --------------- | --------------- | --------------- | ------------------ | ------------------ | ------------------ | ----------- | ----------- | ----------- | ------ | ------ | ------ |
| apr.-mag. 2019      | Podbrezová        | SL                | 4          | 1          | CS              | -               | -               | -                  | -                  | -                  | -           | -           | -           | 4      | 1      |        |
| 2019-2020           | Podbrezová        | 1L                | 18         | 0          | CS              | 1               | 0               | -                  | -                  | -                  | -           | -           | -           | 19     | 0      |        |
| 2020-2021           | Podbrezová        | 1L                | 22         | 0          | CS              | 3               | 2               | -                  | -                  | -                  | -           | -           | -           | 25     | 2      |        |
| 2021-2022           | Podbrezová        | 1L                | 29         | 3          | CS              | 2               | 1               | -                  | -                  | -                  | -           | -           | -           | 31     | 4      |        |
| 2022-2023           | Podbrezová        | SL                | 32+1       | 3          | CS              | 3               | 0               | -                  | -                  | -                  | -           | -           | -           | 36     | 3      |        |
| 2023-gen. 2024      | Podbrezová        | SL                | 16         | 0          | CS              | 4               | 1               | -                  | -                  | -                  | -           | -           | -           | 20     | 1      |        |
| gen.-giu. 2024      | Žilina            | SL                | 13         | 1          | CS              | 0               | 0               | UECL               | -                  | -                  | -           | -           | -           | 13     | 1      |        |
| lug.-ago. 2024      | Žilina            | SL                | 1          | 0          | CS              | 0               | 0               | -                  | -                  | -                  | -           | -           | -           | 1      | 0      |        |
| ago. 2024-gen. 2025 | Podbrezová        | SL                | 14         | 1          | CS              | 4               | 4               | -                  | -                  | -                  | -           | -           | -           | 18     | 5      |        |
| Totale Podbrezová   | Totale Podbrezová | Totale Podbrezová | 135+1      | 8          |                 | 17              | 8               |                    | -                  | -                  |             | -           | -           | 153    | 16     |        |
| gen.-giu. 2025      | Žilina            | SL                | 9          | 0          | CS              | 1               | 0               | -                  | -                  | -                  | -           | -           | -           | 10     | 0      |        |
| 2025-2026           | Žilina            | SL                | 0          | 0          | CS              | 0               | 0               | UCoL               | 0                  | 0                  | -           | -           | -           | 0      | 0      |        |
| Totale Žilina       | Totale Žilina     | Totale Žilina     | 23         | 1          |                 | 1               | 0               |                    | 0                  | 0                  |             | -           | -           | 24     | 1      |        |
| Totale carriera     | Totale carriera   | Totale carriera   | 157+1      | 2          |                 | 18              | 8               |                    | 0                  | 0                  |             | -           | -           | 177    | 17     |        |

## Palmarès

### Club

#### Competizioni nazionali
- 2. Liga (Slovacchia): 1

Podbrezová: 2021-2022